# Lathrobium scutellare
Lathrobium scutellare är en skalbaggsart som beskrevs av Alexander von Nordmann 1837. Lathrobium scutellare ingår i släktet Lathrobium, och familjen kortvingar. Arten har ej påträffats i Sverige.